# (2074) Shoemaker
Pour les articles homonymes, voir Shoemaker.
(2074) Shoemaker est un astéroïde aréocroiseur découvert par Eleanor Francis Helin le 17 octobre 1974 au Mont Palomar (675).

## Nom
Il a été nommé en honneur de Eugene M. Shoemaker.